# PBNS Rhino Arena
Die PBNS Rhino Arena ist ein im malaysischen Seremban befindliches Fußballstadion. Es wird von KSR Sains als Heimspielstätte und besitzt eine Kapazität für 2000 Zuschauer.